# Condado de Hualien
Hualien (mandarín Pīnyīn: Huālián Xiàn; Hokkien POJ: Hoa-lian-koān o Hoa-liân-koān; Hakka PFS: Fâ-lièn-yen; Amis: Kalingko) es un condado en la costa este de Taiwán. Es el condado más grande por área, pero debido a su terreno montañoso, tiene una de las poblaciones más bajas del país. La sede de condado y la ciudad más grande es Hualien.
La mayor parte de la población reside en el valle de Huadong, que se extiende de norte a sur, intercalado entre las cadenas montañosas Central y Hai'an. Debido a la naturaleza rural del condado, Hualien atrae a muchos visitantes por su entorno natural, que incluye el desfiladero de Taroko, el acantilado de Qingshui y la playa de Qixingtan.

## Historia
La ciudad moderna de Hualien originalmente se llamaba Kiray (chino: 奇萊; Pe̍h-ōe-jī: Kî-lâi), después de los aborígenes taiwaneses Sakiraya y su poblamiento.
Los colonos españoles llegaron en 1622. Recogiendo los sonidos de las palabras nativas, estos pobladores llamaron el área Turumoan (多 羅 滿; To-lô-boán). Los colonos chinos Han llegaron en 1851. Los registros de la dinastía Qing dan el nombre de la región como Huilan (洄 瀾; Hoê-liân; 'remolinos') debido al giro de las aguas en el delta.

### Imperio del Japón
Durante el período colonial japonés de Taiwán (1895-1945), los gobernadores de la isla optaron por no traducir el nombre Kiray porque la pronunciación japonesa de la palabra se parecía a la palabra japonesa para "disgusto, repugnante" (嫌い, kirai). El nombre oficial se convirtió en Karen (港 港 Karenkō). La prefectura de Karenkō consistió en el actual condado de Hualien. Hacia el final de la Segunda Guerra Mundial, el gobernador general de Taiwán trasladó a muchos residentes japoneses de Taiwán a la zona para desarrollar la agricultura.

### República de China
Después de la rendición de Japón en 1945, el gobierno de Taiwán pasó al gobierno del Kuomintang de la República de China. Hualien se estableció como un condado llamado de la provincia de Taiwán el 25 de diciembre de 1945.
Unos años más tarde, el Kuomintang pronto se convirtió en refugiados en Taiwán tras el surgimiento del comunismo en China (1949), pero continuó gobernando la isla según la constitución de la República de China. En 1951, Hualien fue el primer condado de Taiwán en ser gobernado de acuerdo con la ley de autonomía local de la República de China.
En los años 80 y 90, Taiwán se transformó en una democracia multipartidista autónoma. Hoy en día, el área de Hualien sirve como el centro de población clave en la costa este, así como la de las cinco principales regiones del círculo vital en Taiwán，junto con Taipéi, Taichung, Tainan y Kaohsiung.

## Geografía

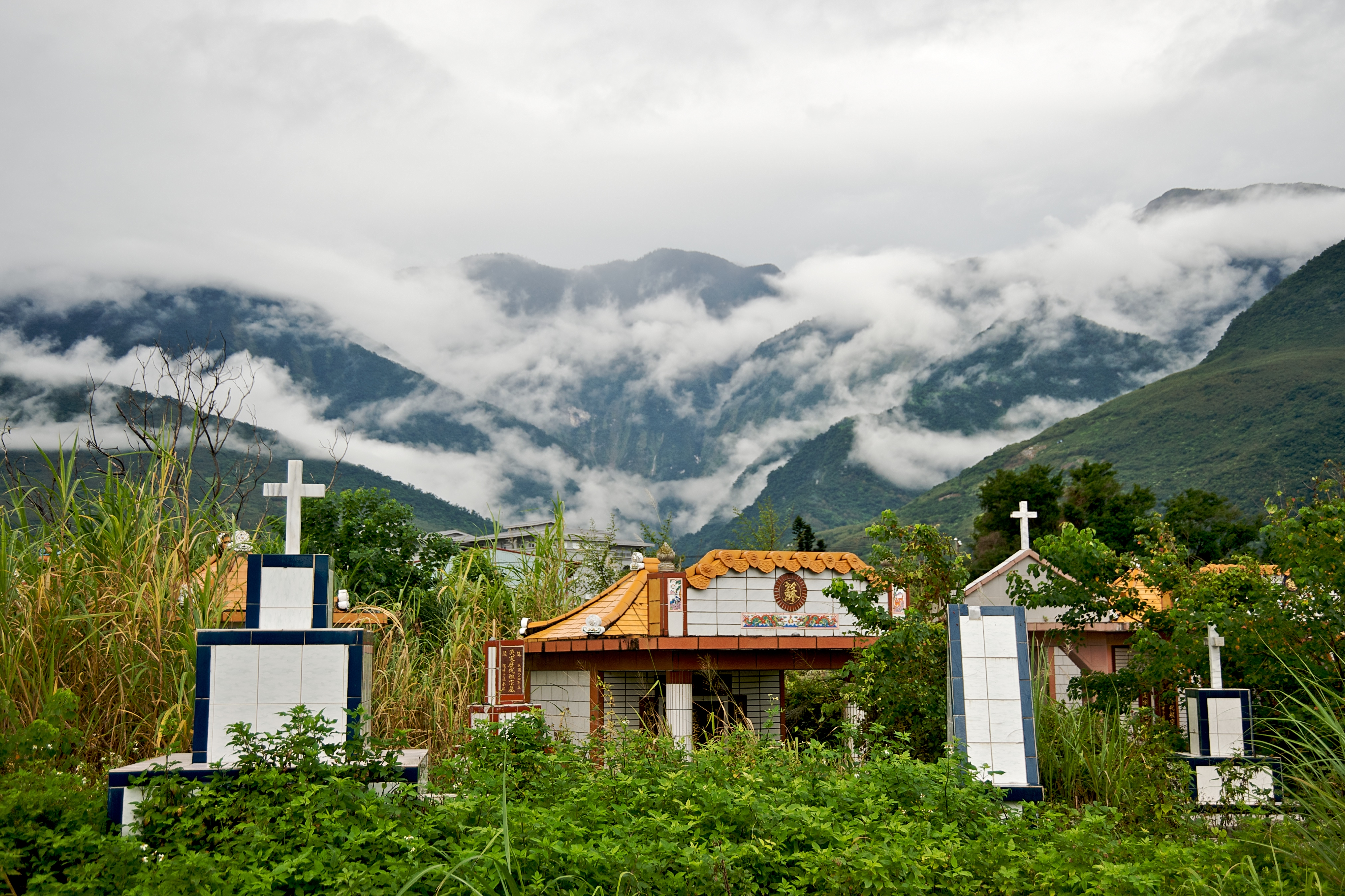
Cordillera central.

El condado de Hualien está situado en el este de la isla de Taiwán. Afronta el océano Pacífico al este, la cordillera Central al oeste que limita con la ciudad de Taichung, el condado de Nantou y la ciudad de Kaohsiung, el condado de Yilan al norte y el condado de Taitung al sur. Se extiende alrededor de 137,5 km de norte a sur, con un ancho que varía de 27 a 43 km de este a oeste. Su área es de aproximadamente 4,628.57 km² y ocupa un octavo del área total de Taiwán.
A pesar de su vasta área, solo el 7% del área del condado está poblada. El área restante está ocupada por ríos (7%) y montañas (87%). Las montañas están compuestas por la cordillera Central en el oeste y la cordillera Hai'an en el este. Los principales ríos del condado son el Hualian, el Xiuguluan y sus afluentes. Las llanuras se extienden a lo largo de los valles entre ambas cordilleras con un ancho de alrededor de 3 a 6 km. Debido a la restricción de su paisaje, la gente de Hualien reside principalmente en los seguidores aluviales del valle de Huatung.

### Divisiones administrativas
El condado de Hualien se divide en 1 ciudad, 2 municipios urbanos, 7 municipios rurales y 3 pueblos indígenas de montaña. Algunas ciudades tienen nombres japoneses porque estas ciudades fueron nombradas por japoneses durante el período de ocupación del Japón desde 1895 hasta 1945. La ciudad de Hualien es la sede de condado y alberga al Gobierno del Condado de Hualien y al Consejo del Condado de Hualien.
| Tipo                          | Nombre   | Chino  | Taiwanés            | Hakka    | Formosano                      | Origen japonés         |
| ----------------------------- | -------- | ------ | ------------------- | -------- | ------------------------------ | ---------------------- |
| Ciudad                        | Hualien  | 花蓮市 | Hoa-lian orHoa-liân | Fâ-lièn  | KalinkoAmis, NabakuwanSakizaya | Karenkō (花蓮港花蓮港) |
| Municipios urbanos            | Fenglin  | 鳳林鎮 | Hōng-lîm            | Fung-lìm | MarlimuAmis                    |                        |
| Municipios urbanos            | Yuli     | 玉里鎮 | Gio̍k-lí             | Ngiu̍k-lî | PoskoAmis                      | Tamasato (玉里)        |
| Municipios rurales            | Fengbin  | 豐濱鄉 | Hong-Alfiler        | Fûng-pîn | FakonAmis, BakungKavalan       | Toyohama (豊浜)        |
| Municipios rurales            | Fuli     | 富里鄉 | Hù-lí               | Fu-lî    | KongpoAmis                     | Tomisato (富里)        |
| Municipios rurales            | Guangfu  | 光復鄉 | Kong-ho̍k            | Kông-fu̍k | Fata'anAmis                    |                        |
| Municipios rurales            | Ji'Un    | 吉安鄉 | Kiat-Un             | Caja-ôn  | CikasuanAmis                   | Yoshino (吉野)         |
| Municipios rurales            | Ruisui   | 瑞穗鄉 | Sūi-sūi             | Lui-sui  | KohkohAmis                     | Mizuho (瑞穂)          |
| Municipios rurales            | Shoufeng | 壽豐鄉 | Siū-hong            | Su-fûng  | CiamenganAmis                  | Kotobuki (寿)          |
| Municipios rurales            | Xincheng | 新城鄉 | Pecado-siâⁿ         | Sîn-sàng | SinjiyuTruku, TakidisAmis      |                        |
| Pueblos indígenas de montañas | Wanrong  | 萬榮鄉 | Bān-êng             | Van-yùng | MalibasiTruku                  |                        |
| Pueblos indígenas de montañas | Xiulin   | 秀林鄉 | Siù-lîm             | Siu-lìm  | BsuringTruku                   |                        |
| Pueblos indígenas de montañas | Zhuoxi   | 卓溪鄉 | Toh-khe             | Cho̍k-hâi | TakkeiBunun                    |                        |

Los colores indican el estado de lengua común de Hakka y lenguas formosanas dentro de cada división.

### Población

Densidad de población del condado (diciembre de 2009).

El condado de Hualien tiene 333,392 habitantes tan de diciembre de 2014 y está dividido a 1 ciudad y 12 townships. Su desarrollo tardío significa que muchos culturas aborígenes como Amis, Atayal, Bunun, Truku, Sakizaya y Kavalan es bien-preservó. Cuando de 2014, los aborígenes hacen 27.5% de la población de Hualien Condado (aproximadamente 91,675). El Hakka las personas comprenden aproximadamente 30% de habitantes.
El condado ha visto un crecimiento de población negativo sobre el pasado pocos años debido a emigración a otros sitios fuera de Hualien Condado con una reducción mediana de 1,393 personas por año sobre el pasado 18 años.
Según una 2015 encuesta en índice de felicidad nacional, Hualien el condado estuvo valorado como el sitio más feliz para vivir en Taiwán entre otros 20 condados y ciudades debido a la felicidad de residentes conducida por niveles fuertes de satisfacción con trabajo-equilibrio de vida, viviendo condición, educación, calidad medioambiental y el rendimiento del gobierno local.

## Economía

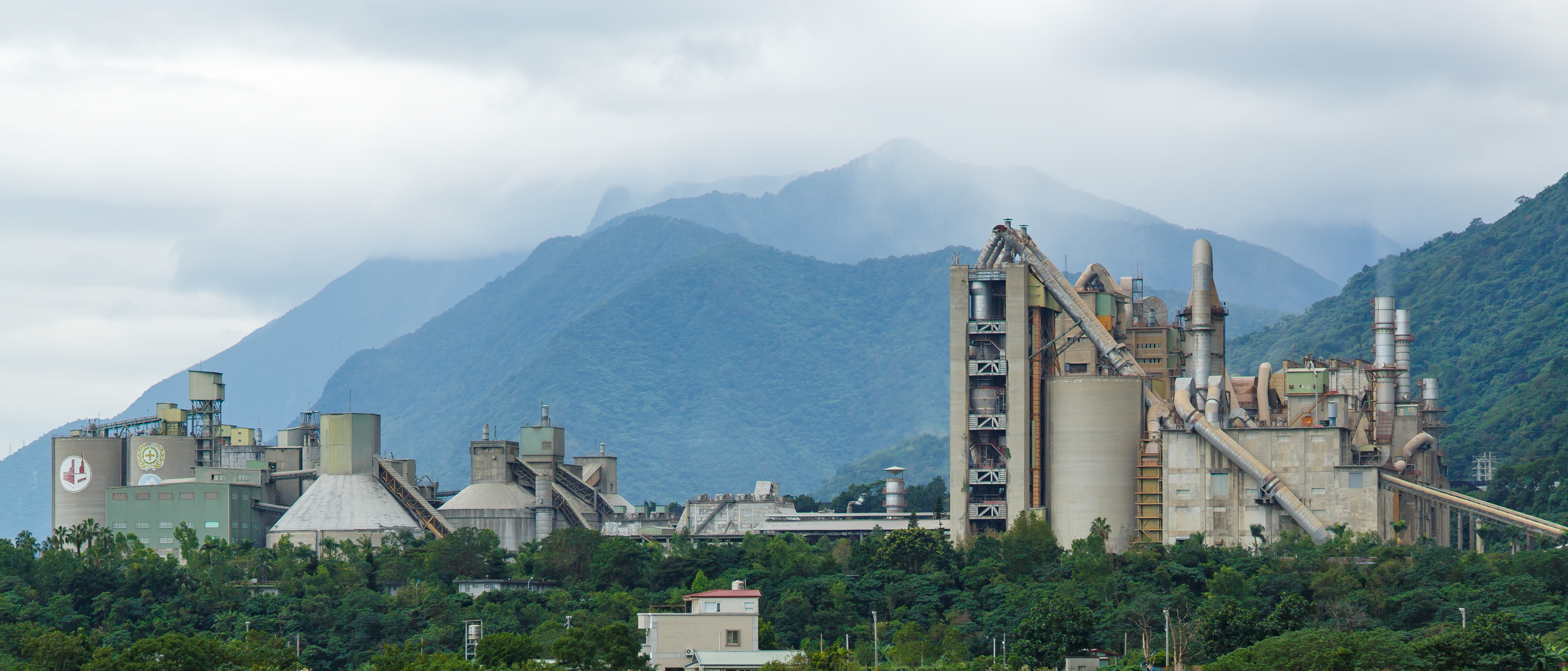
Planta de cemento en Xincheng.

Hay actividad minera de cemento en el condado. La planta de Asia Cement Corporation en el municipio de Xincheng aporta casi el 29% de la producción anual de cemento de Taiwán.

## Atracciones turísticas

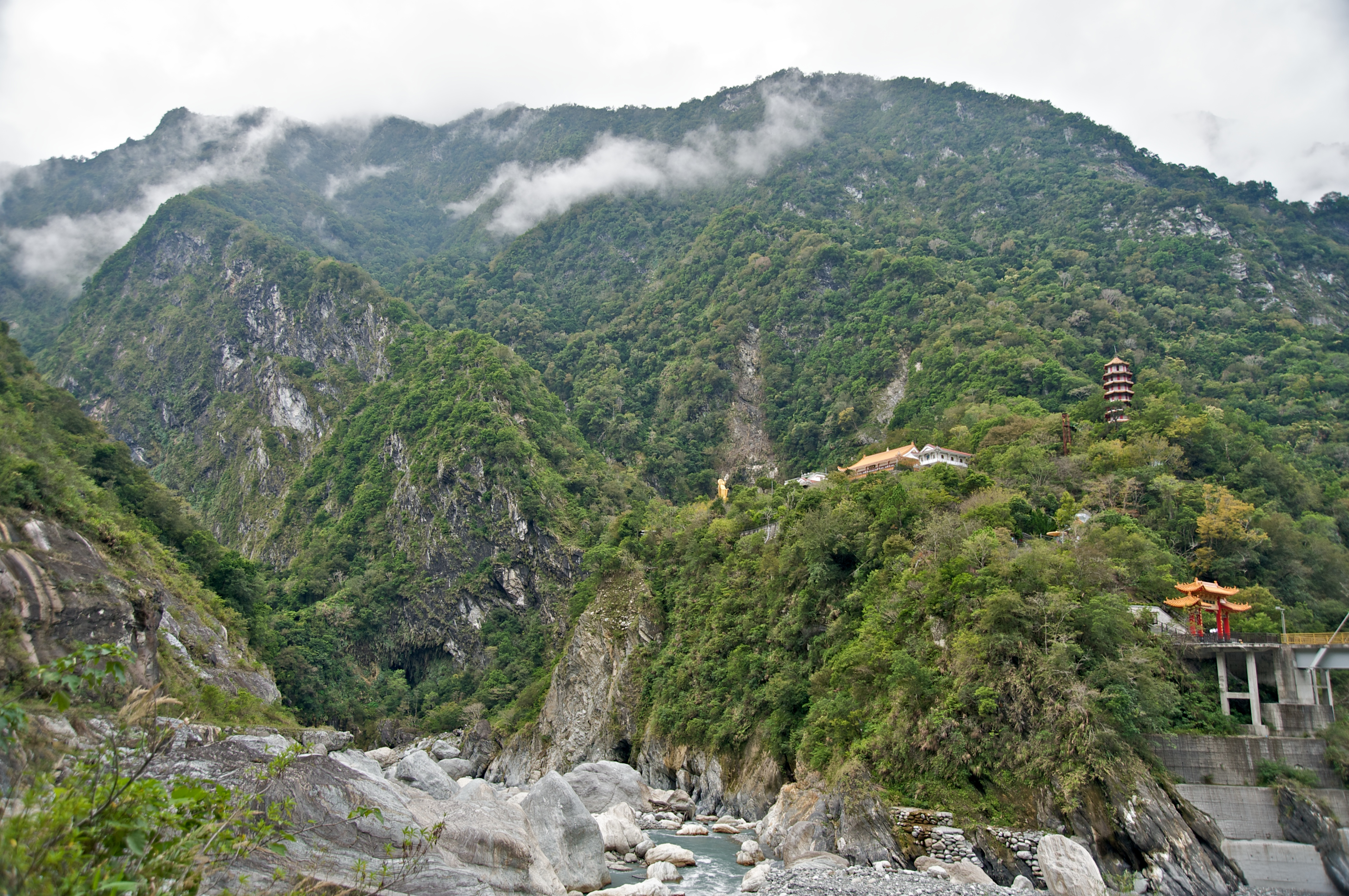
Parque nacional Taroko.

### Naturaleza
Los parques nacionales en el condado son parque ecológico Matai'an Wetland, parque nacional Taroko y parque nacional Yushan. El condado también alberga varias montañas y acantilados, como la montaña Hehuan, la montaña Pingfeng, la montaña Qilai y el acantilado Qingshui. Otras áreas naturales incluyen el lago Liyu, Shihtiping, el desfiladero del río Mugua, el sendero Walami, el refugio de Niushan, el valle del este del Rift, el rancho Rareseed y la playa Chihsingtan.

### Museos
Los museos y edificios históricos en el condado de Hualien incluyen Pine Garden, Saoba Stone Pillars, el Parque de Industrias Creativas y Culturales de Hualien, el Museo Chihsing Tan Katsuo y el Museo de Escultura de Piedra del Condado de Hualien.

### Parques temáticos
Farglory Ocean Park está en el condado de Hualien.

### Templos y santuarios
El Santuario de los Mártires de Hualien, el Santuario de la Eterna Primavera y el Templo de Xiangde están ubicados en el condado.

### Mercados
Los mercados nocturnos en el condado son el mercado nocturno de Dongdamen.